# سفارت جمهوری آذربایجان در مسکو
سفارت جمهوری آذربایجان در مسکو (به لاتین: Embassy of Azerbaijan) یک منطقهٔ مسکونی و نمایندگی سیاسی این کشور در روسیه است که در Presnensky District واقع شده‌است.